# Caloncoba glauca
Espèce
Synonymes
- Caloncoba dusenii Gilg[1]
- Ventenatia glauca P. Beauv.[1]

Caloncoba glauca est une espèce de plantes à fleurs de la famille de Achariaceae et du genre Caloncoba, présente en Afrique tropicale.

## Description
C'est un petit arbre pouvant atteindre 15 m de hauteur.

## Distribution
L'espèce est présente de la Côte d'Ivoire à l'ouest du Cameroun, et jusqu'en République démocratique du Congo.

## Utilisation
Une utilisation à des fins médicinales est attestée dans plusieurs pays.